# Linux Mint Debian Edition
Linux Mint Debian Edition (LMDE) è una distribuzione GNU/Linux per personal computer sviluppata dagli stessi sviluppatori di Linux Mint: si basa su Debian e usa i suoi repository al posto di quelli di Ubuntu.

## Caratteristiche
È una distribuzione basata sulla versione "Stable" di Debian, di cui condivide tutti i repository. È disponibile in una sola versione, dotata dell'ambiente grafico Cinnamon 5.8, risultando di fatto graficamente uguale alla specifica versione, ovvero Linux Mint Edizione Cinnamon. Nonostante sia basata su Debian, presenta interfaccia grafica e diversi programmi sviluppati direttamente dal team di sviluppo di LMDE. La base dei pacchetti software (repository) è fornita da Debian.
Il suo obiettivo è garantire che Linux Mint sia in grado di continuare a sopravvivere anche se Ubuntu dovesse un giorno scomparire: LMDE permette a Linux Mint di garantire che il software da essa sviluppato sia compatibile anche senza alcune riferimento a Ubuntu.
L'installazione di LMDE avviene in modalità semplificata e interattiva grazie al software Calamares, tipico di Debian e altre distribuzioni Linux, anziché quello standard di Ubuntu, ovvero Ubiquity. Nella versione 6 manca la possibilità di installare da subito una applicazione per la gestione dei driver proprietari, per esempio quelli per le schede video. Non è previsto di base nemmeno l'uso dello strumento di installazione snap, al centro della distribuzione Ubuntu, che da varie parti è giudicato lesivo della privacy dell'utente, sollevando perplessità perfino nel team di sviluppo di Linux Mint e accusato di offrire anche app potenzialmente pericolose per il computer dell'utente.

## Programmi preinstallati
Linux Mint Debian Edition presenta un parco software di default piuttosto ampio, che comprende tra gli altri il browser web Mozilla Firefox, il programma di posta elettronica Mozilla Thunderbird, il gestore di file Nemo, la suite d'ufficio LibreOffice, il programma di fotoritocco GIMP, il client di messaggistica istantanea Pidgin, il client torrent Transmission, il gestore di immagini gThumb, i riproduttori multimediali Banshee e Totem, oltre ai vari programmi di gestione e i vari tools come pluma (fork di gedit).

## Versioni di Linux Mint Debian Edition
Di seguito sono riportate tutte versioni della distribuzione Linux Mint Debian Edition ad oggi disponibili.
| Versione                                                                       | Codice Base     | Desktop Environment   | Piattaforme supportate | Data di rilascio |
| LMDE1                                                                          | LMDE1           | LMDE1                 | LMDE1                  | LMDE1            |
| ------------------------------------------------------------------------------ | --------------- | --------------------- | ---------------------- | ---------------- |
| 201009                                                                         | Debian Testing  | GNOME                 | 32 bit                 | 07/09/2010       |
| 201012                                                                         | Debian Testing  | GNOME                 | 32 e 64 bit            | 24/12/2010       |
| 201101                                                                         | Debian Testing  | GNOME                 | 32 e 64 bit            | 02/01/2011       |
| 201104                                                                         | Debian Testing  | Xfce                  | 32 e 64 bit            | 21/03/2011       |
| 201104                                                                         | Debian Testing  | Xfce                  | 32 e 64 bit            | 06/04/2011       |
| 201108                                                                         | Debian Testing  | GNOME e Xfce          | 32 e 64 bit            | 18/08/2011       |
| 201109                                                                         | Debian Testing  | GNOME e Xfce          | 32 e 64 bit            | 16/09/2011       |
| 201204                                                                         | Debian Testing  | Cinnamon, MATE e Xfce | 32 e 64 bit            | 11/04/2012       |
| 201303                                                                         | Debian Testing  | Cinnamon e MATE       | 32 e 64 bit            | 22/03/2013       |
| 201403                                                                         | Debian Testing  | Cinnamon e Mate       | 32 e 64 bit            | 02/03/2014       |
| LMDE2 "Betsy"                                                                  |                 |                       |                        |                  |
| 201503                                                                         | Debian Testing  | Cinnamon e Mate       | 32 e 64 bit            | 10/04/2015       |
| 201701                                                                         | Debian Jessie   | Cinnamon e MATE       | 32 e 64 bit            | 13/03/2017       |
| LMDE3 "Cindy"                                                                  |                 |                       |                        |                  |
| 201808                                                                         | Debian Stretch  | Cinnamon              | 32 e 64 bit            | 31/08/2018       |
| LMDE4 "Debbie"                                                                 |                 |                       |                        |                  |
| 202003                                                                         | Debian Buster   | Cinnamon              | 32 e 64 bit            | 20/03/2020       |
| LMDE5 "Elsie"                                                                  |                 |                       |                        |                  |
| 202203                                                                         | Debian Bullseye | Cinnamon              | 32 e 64 bit            | 20/03/2022       |
| LMDE6 "Faye"                                                                   |                 |                       |                        |                  |
| 202309                                                                         | Debian Bookworm | Cinnamon              | 32 e 64 bit            | 30/09/2023       |
| Legenda:Vecchia versioneVersione precedente ancora supportataVersione corrente |                 |                       |                        |                  |